# Castlebay

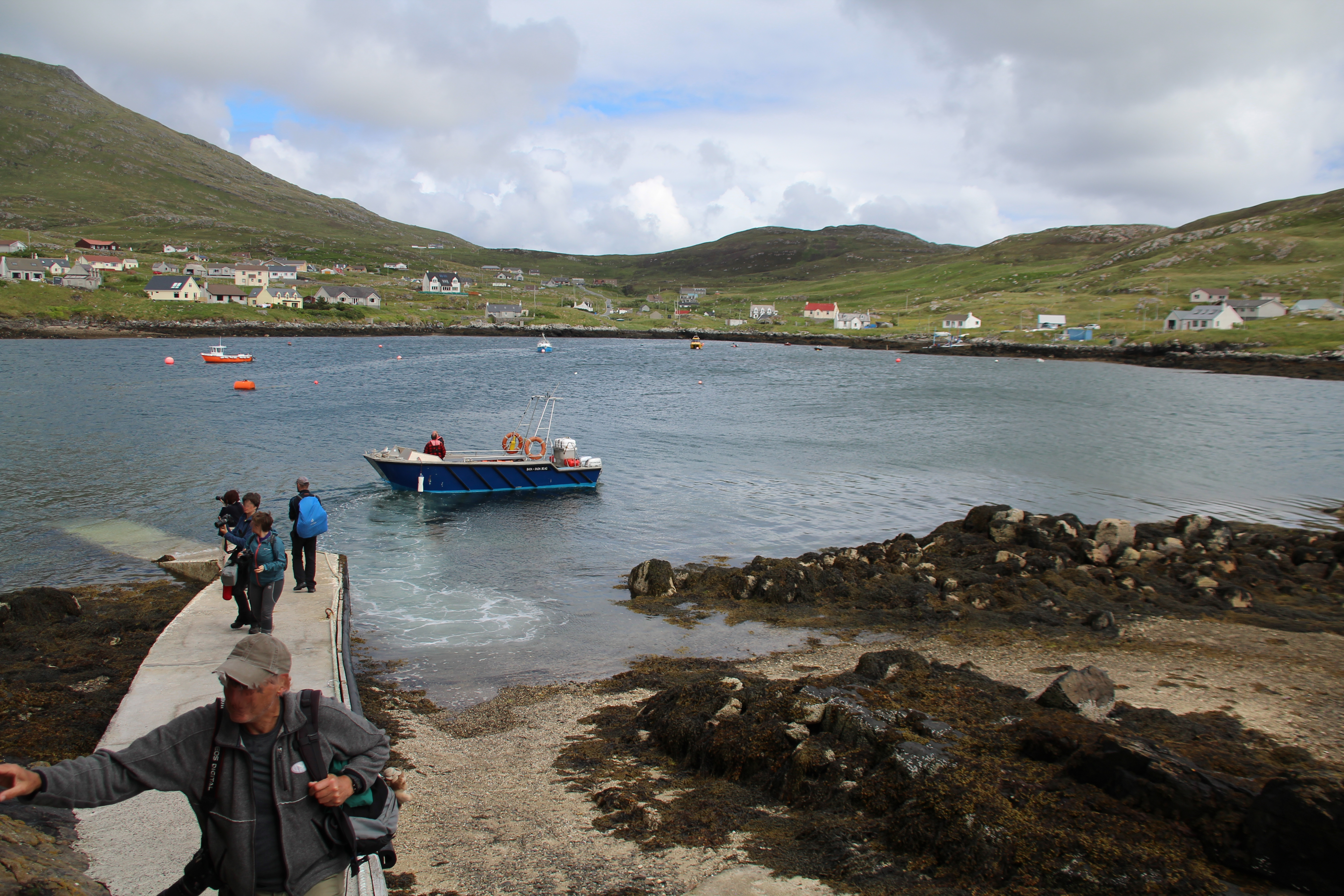
La baia di fronte a Castlebay

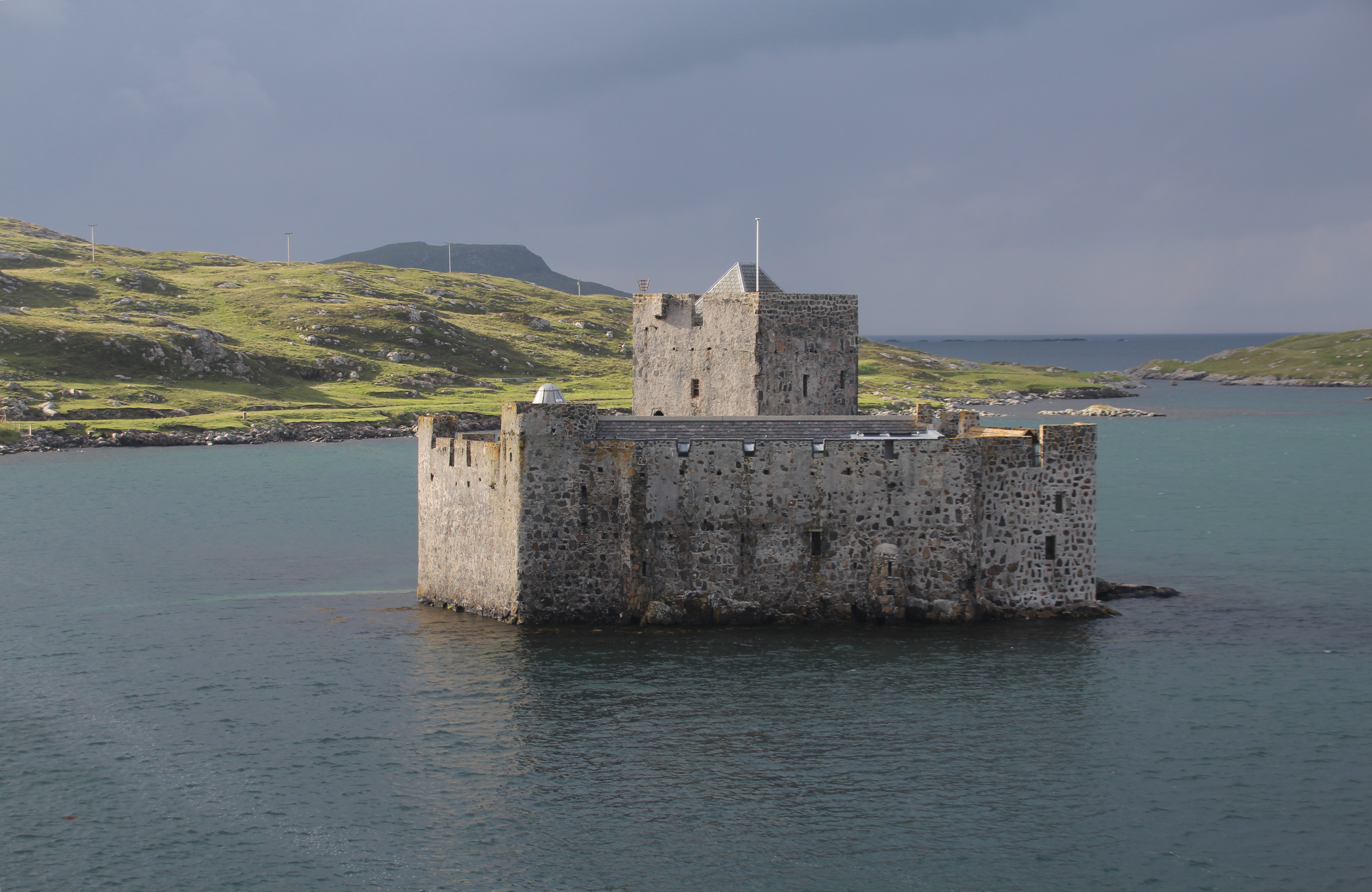
Castlebay: il castello di Kisimul

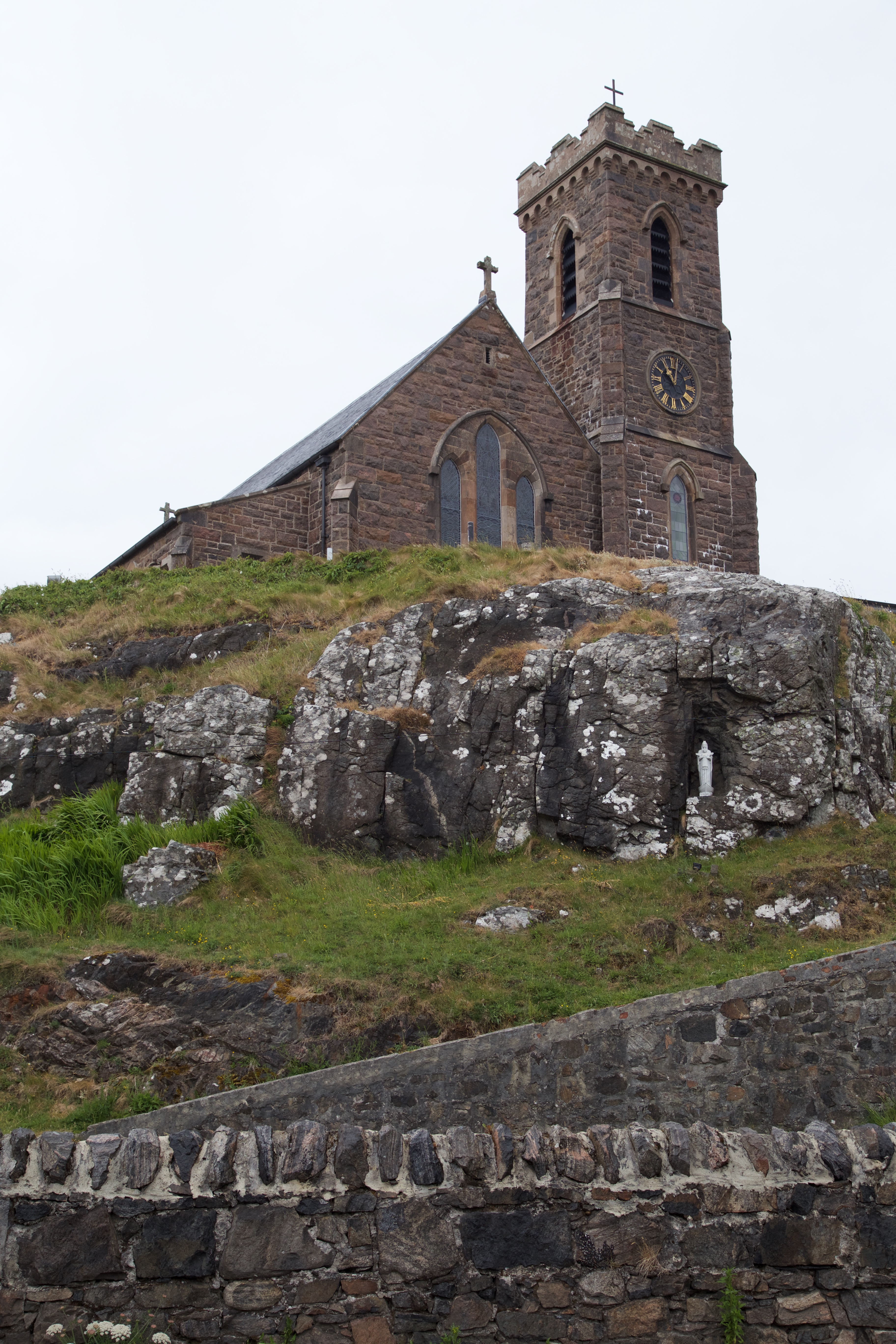
Castlebay: la chiesa di Our Lady Star of the Sea

Castlebay (in gaelico scozzese: Bagh a' Chasteil) è il centro principale dell'isola scozzese di Barra, isola dell'Oceano Atlantico facente parte dell'arcipelago delle Ebridi Esterne.

## Geografia fisica
Castlebay si trova nel tratto centrale della costa meridionale dell'isola di Barra e si affaccia sulla Castle Bay e sull'isola di Vatersay.

## Origini del nome
La località deve il proprio nome alla baia su cui si affaccia, che a sua volta prende il nome dalla presenza di un castello in loco (v. le sezioni "Storia" e "Castello di Kisimul").

## Storia
La storia di Castlebay è legata alla presenza del clan MacNeil, che fu proprietaria dell'isola di Barra per 411 anni a partire dal 1427 e che fece costruire un castello in loco (v. la sezione "Castello di Kisimul").
Nel corso del XIX secolo, Castlebay divenne un fiorente porto commerciale grazie alla creazione di alcune industrie lungo la Castle Bay ad opera di James Methuen. All'epoca, erano circa 400 le imbarcazioni ancorate stabilmente a Castlebay.

## Monumenti e luoghi d'interesse

### Architetture religiose

#### Chiesa di Our Lady Star of the Sea
Su una collina che sovrasta Castlebay si erge la chiesa di Our Lady Star of the Sea, un edificio in stile gotico costruito alla fine degli anni ottanta del XIX secolo su progetto dell'architetto George Woulfe Brennan di Oban.

### Architetture militari

#### Castello di Kisimul
Su un isolotto al largo di Castlebay si erge il castello di Kisimul (Kisimul Castle), un castello fortificato costruito nella forma attuale nel corso del XV secolo, ma le cui origini risalgono all'XI secolo.

## Cultura

### Musei
Nella parte occidentale del villaggio, si trova il Barra Heritage & Culture Centre o Dualchas, un museo sulla cultura locale inaugurato nel 1996.

### Media
Nel 1949 fu girato a Castlebay il film del 1949, diretto da Alexander Mackendrick e tratto da un romanzo di Compton Mackenzie, Whisky a volontà (Whisky Galore!)

## Infrastrutture e trasporti
Castlebay garantisce i collegamenti via traghetto con le località di Lochboisdale, Mallaig e Oban.